# Nick van der Velden
Pour les articles homonymes, voir Van der Velden.
Nick van der Velden est un footballeur néerlandais, né le 16 décembre 1981 à Amsterdam aux Pays-Bas. Il évolue comme milieu offensif.

## Palmarès
AZ Alkmaar
- Eredivisie
  - Champion (1) : 2009
- Trophée Johan Cruyff
  - Vainqueur (1) : 2009

 FC Groningue
- Coupe des Pays-Bas
  - Vainqueur (1) : 2015

 Dundee United
- Scottish Challenge Cup
  - Vainqueur (1) : 2017